# کلدیانی
کلدیانی (به لاتین: Kldiani) یک منطقهٔ مسکونی در گرجستان است که در ناحیه گاگرا واقع شده‌است. کلدیانی ۱۳۸ نفر جمعیت دارد و ۳۸۰ متر بالاتر از سطح دریا واقع شده‌است.